# 甘いKiss Kiss
「甘いKiss Kiss」（あまいキス キス）はREVの1枚目のシングル。

## 内容
表題曲は、カメリアダイアモンドCMソング。グラスバレー解散後、出口雅之がREVとしてリリースしたシングル。後に、アルバム『REV』にて、アルバムバージョンとしてリミックスされることになった。また、この曲でTBS『COUNT DOWN TV』への出演も果たしている。

## 収録曲
1. 甘いKiss Kiss
作詞･作曲:出口雅之 編曲:葉山たけし
2. Windy Street
作詞･作曲:出口雅之 編曲:葉山たけし

## 参加ミュージシャン
- - 出口雅之 - ギター
  - 葉山たけし - ギター、ベース、プログラミング
  - 生沢佑一 from TWINZER - コーラス
  - 栗林誠一郎 - コーラス